# Palacio de Cibeles
El Palacio de Cibeles (denominado antes Palacio de Telecomunicaciones o Palacio de Comunicaciones) es un conjunto integrado por dos edificios de fachada blanca ubicados en uno de los centros del Madrid histórico, España. Se erigen en un lateral de la plaza de Cibeles en el barrio de los Jerónimos (distrito Retiro) y ocupan alrededor de 30 000 metros cuadrados de lo que fueron los antiguos Jardines del Buen Retiro. La elección del sitio generó cierta polémica en su época por privar a Madrid de un lugar de recreo. La primera piedra del edificio se colocó en el año 1907 y se inauguraría oficialmente el 14 de marzo de 1919, comenzando su funcionamiento como moderna central de distribución de correos, telégrafos y teléfonos. Tras algunas evoluciones arquitectónicas del exterior del edificio —como la ampliación en dos pisos hacia la calle y pasaje de Montalbán— comenzó a albergar las dependencias municipales del Ayuntamiento de Madrid a finales de 2007, trasladando sus dependencias desde la Casa de la Villa y Casa de Cisneros, ambas ubicadas en la plaza de la Villa. Esta reforma de comienzos del siglo XXI en el edificio incluyó además un área cultural denominada "CentroCentro".
El conjunto es desde el punto de vista de la arquitectura española uno de los primeros ejemplos de arquitectura modernista, y más representativos, erigidos en el centro de Madrid, con su fachada de evocaciones neoplaterescas y barroco salmantino. El edificio, mediante concurso municipal, fue diseñado por los jóvenes arquitectos españoles Antonio Palacios y Joaquín Otamendi como sede para la Sociedad de Correos y Telégrafos de España, estos fueron autores también de los proyectos del puente de Bilbao, casino de Madrid y puente de San Sebastián. Este trabajo fue el inicio de la fulgurante carrera constructiva de ambos arquitectos. Los motivos decorativos de la fachada y del interior fueron realizados por el escultor romántico Ángel García Díaz, colaborador habitual de Antonio Palacios. Uno de los objetivos del diseño era la construcción de «un edificio para el público».
Los edificios, tras su edificación y debido a su funcionamiento normal, fueron acusando poco a poco las modificaciones realizadas, con lo que se realizaron nuevas reformas realizadas para la mejora de los sistemas de comunicación. De esta forma se llevaron a cabo modificaciones en ambos edificios en la década de 1960, dirigidas por Alejandro de la Sota Martínez y trabajos de reparación y reformas realizadas entre 1980 y 1992 por Antonio de Sala-Navarro y Reverter. El declive del uso del correo postal a finales del siglo XX fue haciendo poco a poco mella en las funciones del conjunto de edificios, como consecuencia fue perdiendo protagonismo. En 1993 fue declarado Bien de Interés Cultural, con categoría de Monumento. A comienzos del siglo XXI se incorporó al patrimonio municipal y se convirtió en centro cultural y sede del Ayuntamiento de Madrid.

## Historia

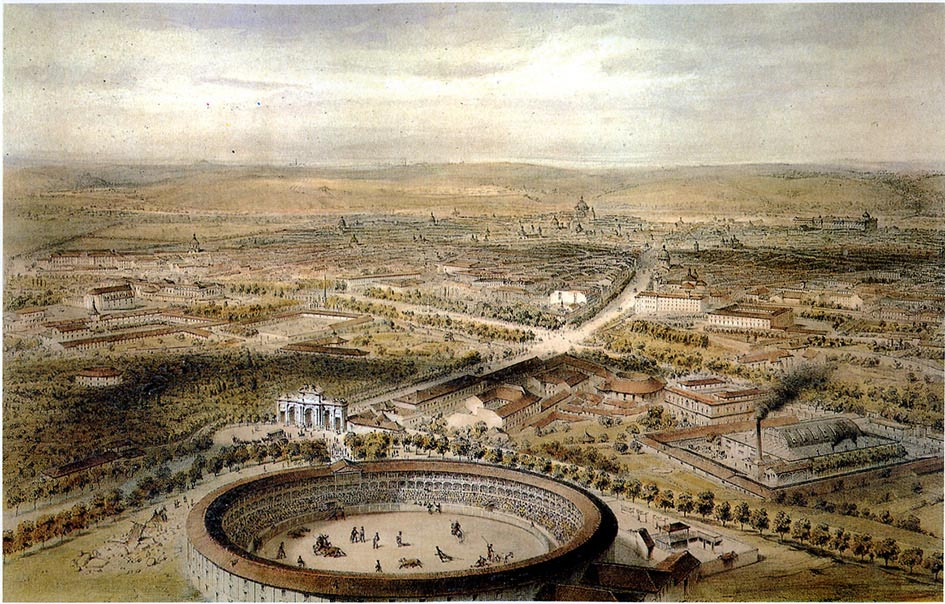
La plaza de toros de la Puerta de Alcalá, en una vista aérea del Madrid de 1854 dibujada por el grabador, litógrafo y arquitecto francés Alfred Guesdon. Se aprecian, además, el Palacio del Retiro, la puerta de Alcalá. el Real Pósito y la zona de los Jardines del Buen Retiro que albergarán los solares del futuro Palacio de Comunicaciones.

Madrid, tras la decisión de Felipe II de transformar la ciudad en un centro administrativo y político de la nación, fue creciendo continuamente en población y tamaño desde el siglo XVII. La calle de Alcalá inicialmente comenzaba en la puerta del Sol y finalizaba en el paseo del Prado (a la altura de la plaza de Cibeles). El crecimiento poblacional de Madrid hizo que durante el reinado de Fernando VI se promocionara la comunicación postal mediante la construcción de la Real Casa de Correos y la asignación de su construcción al arquitecto español Ventura Rodríguez. Tras la entrada del nuevo monarca Carlos III a la ciudad re-asigna al arquitecto francés Jaime Marquet. El edificio ejerció como Casa de Correos (gestión postal) hasta la construcción del nuevo "Palacio de Comunicaciones". La ubicación en pleno centro de la ciudad congestionaba las comunicaciones y el transporte viario. La reforma y ensanche de la Puerta del Sol en 1856 hace que la Casa de Correos acoja finalmente al Ministerio de la Gobernación. La aprobación del anteproyecto por parte del ministro de Fomento, Claudio Moyano, del Ensanche el 19 de julio de 1860, siguiendo el proyecto del arquitecto e ingeniero Carlos María de Castro, expande los antiguos límites de la ciudad. Durante el periodo de Restauración los Paseos del Prado y Recoletos mantuvieron el objetivo de ser lugar preferido para la ubicación de instituciones y organismos prestigiosos, así como de palacetes. Un ejemplo es el Palacio de Buenavista (Cuartel General del Ejército) proyectado por el arquitecto Juan Pedro de Arnal en 1776 para los duques de Alba, el Palacio del Marqués de Linares, hoy sede de la Casa de América.

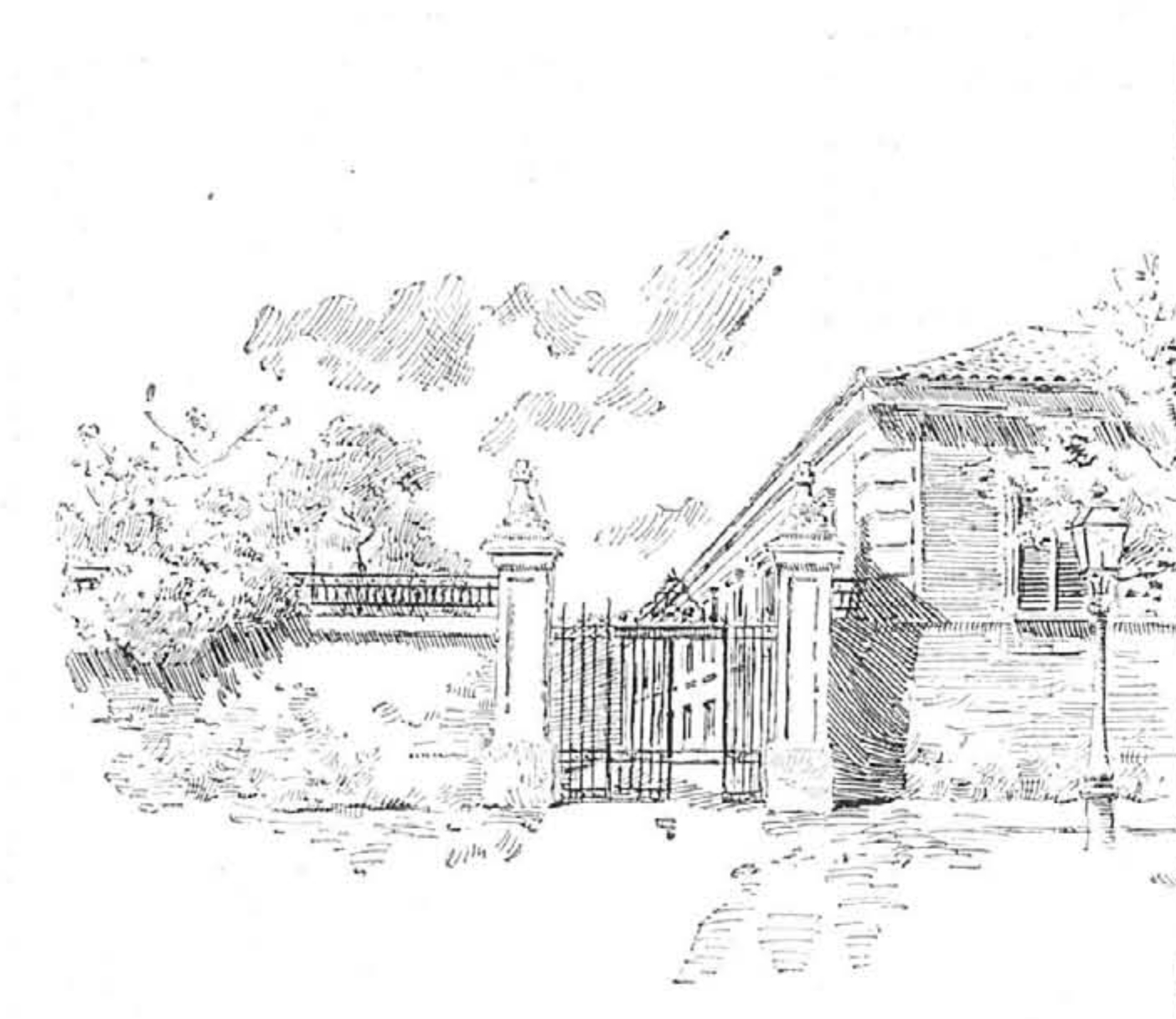
Palacio de San Juan, ubicado en los jardines del mismo nombre y derribado a comienzos del.

Uno de los elementos característicos del entorno fue la instalación de la fuente de Cibeles en 1794 por diseño de Ventura Rodríguez. La actual plaza de Cibeles se denominaba plaza de Madrid, que pasó a denominarse plaza de Castelar. Los jardines del Buen Retiro alcanzaban su extensión hasta el paseo del Prado. Los denominados jardines de San Juan parecían indicados para la construcción del nuevo edificio. Con anterioridad el arquitecto José Grases Riera había realizado estudios de remodelación de la zona, publicando uno de ellos. Las inauguraciones de los Jardines del Buen Retiro en 1876 y del Hipódromo de la Castellana dos años después hicieron que el tráfico rodado se desplazara a la confluencia de la calle de Alcalá con el Paseo del Prado. La desaparición del Real Pósito, la construcción del Palacio de Linares entre 1873 y 1900. El derribo del Palacio de Alcañices o del duque de Sexto, para construir el edificio del Banco de España.
El día 4 de abril de 1910 comienzan las obras de derribo y construcción del eje viario Norte-Sur de la Gran Vía. Este nuevo eje viario de mayor tamaño pretende desplazar el protagonismo existente en el eje Este-Oeste protagonizado por las calles Mayor-Alcalá (tal y como preconizó ya en 1810 el arquitecto del reinado bonapartista Silvestre Pérez).

### En torno a finales delXIX

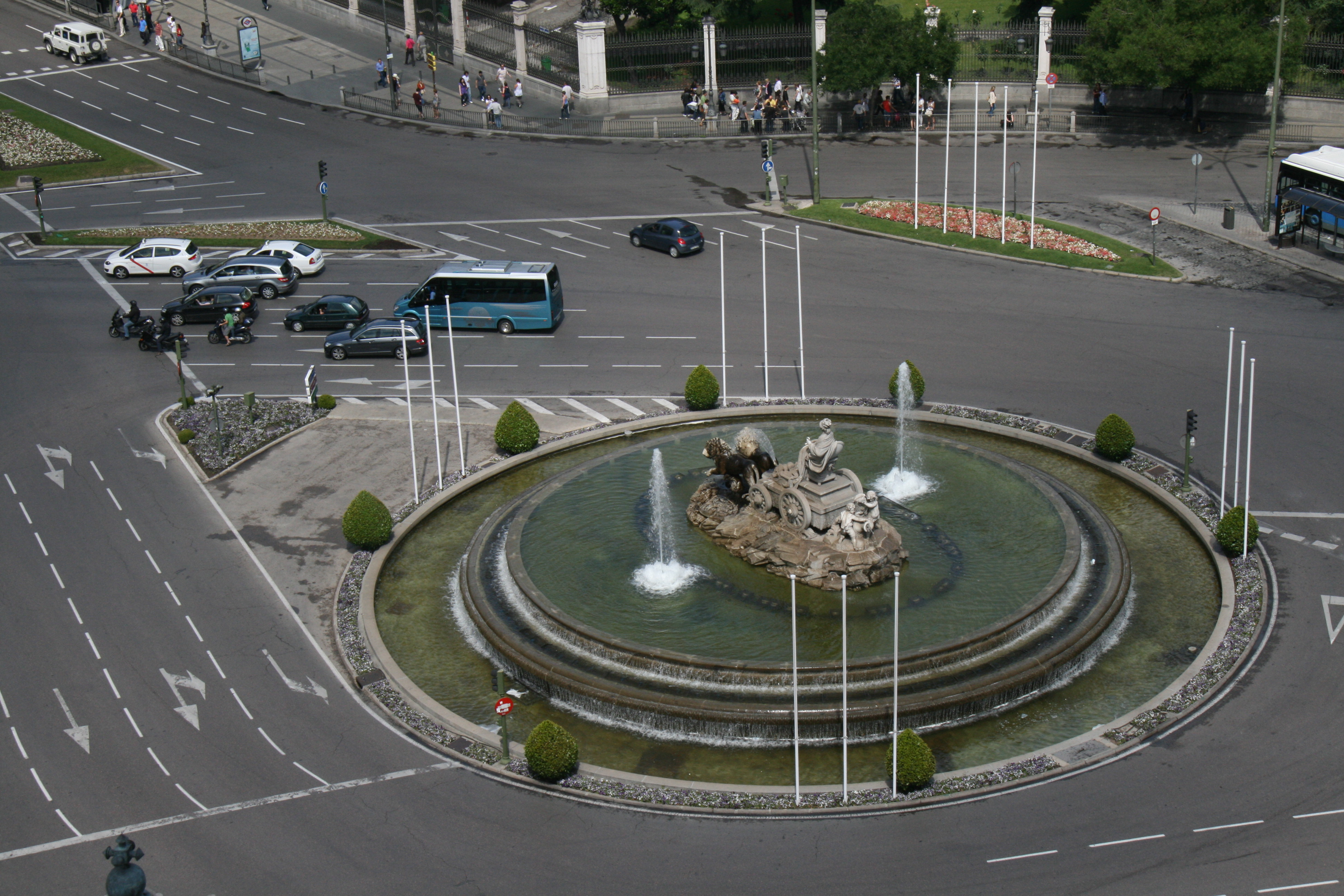
La plaza de Cibeles (vista desde el mirador del Torreón).

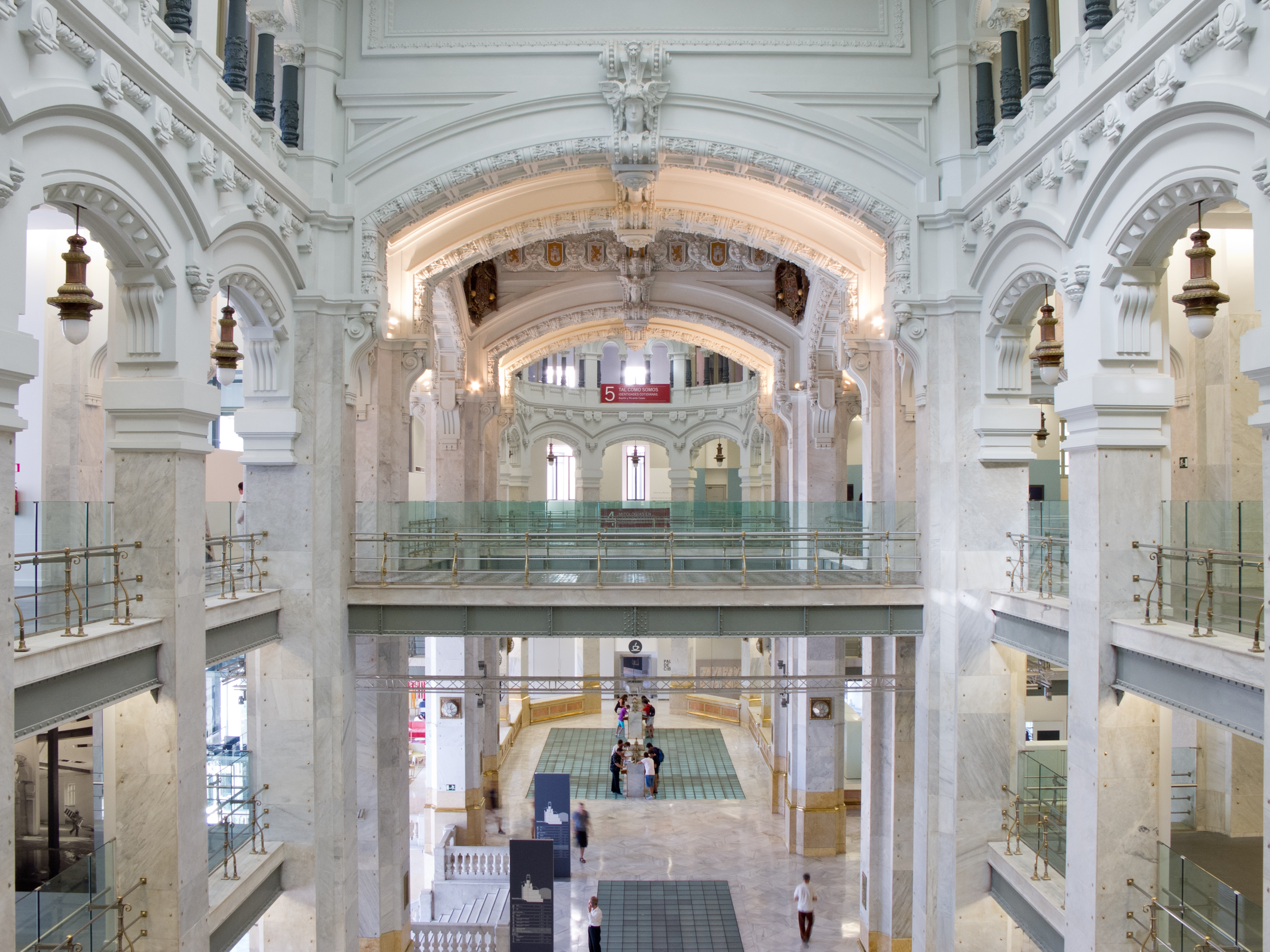
Parte del interior.

Hasta comienzos del siglo XIX debido a la existencia del Real Pósito, este tramo de la calle se denominó "calle del pósito" y comprendía un complejo industrial de diversos edificios. A finales del siglo XIX la plaza de Cibeles se perfilaba como un centro concurrido de la ciudad, que era candidato para alojar el poderío económico y financiero de la capital que se iba perfilando en la ciudad. La puerta del Sol reflejaba, por el contrario, el centro social y político. Entre ellos, como eje urbano de comunicación se encontraba la calle de Alcalá. En 1846 por iniciativa de políticos como Mesonero de Romanos y Mendizábal se inicia la reforma del paseo de Recoletos entre el portillo hasta la Fuente de Cibeles. De esta forma se alinearon dos frentes viarios: El paseo del prado y la incipiente Castellana.
El urbanista Ángel Fernández de los Ríos reclama una centralidad fuera de la tradicional Puerta del Sol para la plaza de la Cibeles. Para ello propone trasladar el Ministerio de la Guerra y liberar el Palacio de Buenavista. En paralelo José Luis Oriol prepara un Proyecto de Reforma Interior de Madrid con el objeto de mejorar el colapso del centro de Madrid, ya propone el traslado de la Casa Consistorial desde la plaza de la Villa a la plaza Mayor. En 1891 el arquitecto José López Sallaberry idea una plaza para la Cibeles con una plataforma en el centro de la plaza donde ubicar una escultura representativa en similitud a la cercana plaza de Neptuno. Finalmente, a falta de tiempo y un nuevo monumento, se optó por trasladar la ya existente fuente de Cibeles de Ventura Rodríguez, ubicada a las puertas del Palacio de Buenavista, sobre la plataforma que diseñaron para el nuevo monumento, agregándole un nuevo grupo trasero para aumentar sus proporciones y dar "mayor carácter monumental". Este traslado tuvo una gran polémica. Entre los opositores se encontró la Academia de Bellas Artes de San Fernando, pero a pesar de ello finalmente se trasladó la fuente a la posición central.

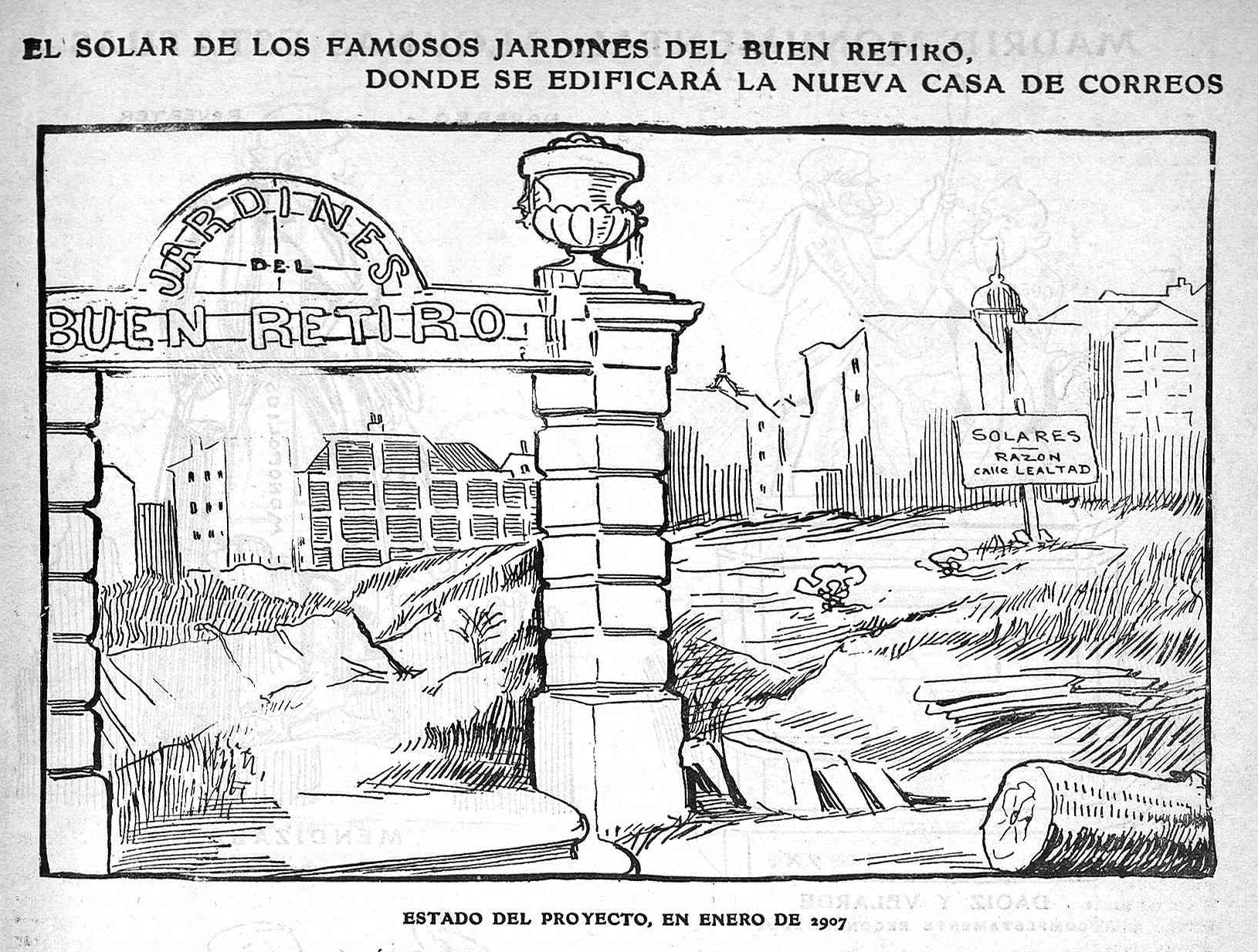
Caricatura de 1907 sobre el solar de los jardines del Buen Retiro. «Estado del proyecto, en enero de 2907».

Los jardines se arrendaron al empresario José Jiménez Laynez que los convierte en lugar de esparcimiento y diversión de los madrileños de la época. El arquitecto catalán José Grases Riera se hace cargo de la reforma de los Jardines, diseñó un café-restaurante junto al Paseo de Prado, un teatro-circo, quiosco para las bandas militares y diversas otras animaciones. Este espacio lúdico se inauguró en la primavera de 1894 y estuvo en funcionamiento durante diez años. Las Cortes Españolas el 19 de julio de 1904 aprueban una Ley por la que se enajenan y se parcelan las fincas de los jardines del Buen Retiro, un día después se convoca el concurso para la construcción del nuevo Palacio de Correos y Comunicaciones en la denominada por aquel entonces plaza Castelar. El cierre de los jardines para construir el Palacio de Comunicaciones fue muy criticado en la época. Desaparecía un entorno de esparcimiento de la ciudad. Ramón Gómez de la Serna denuncia la desaparición del Café Postal. Los primeros tranvías de Madrid circulaban por la plaza, las líneas: Sol-Serrano y Sol-Hipódromo. El arquitecto municipal José Urioste y Velada fue designado para trazar un diseño urbanístico de la zona y distribuir las calles a través de los jardines, naciendo las calles de Montalbán y Valenzuela (Este-Oeste), Alfonso XI y Ruiz de Alarcón (Norte-Sur). El Estado se reservó los terrenos para construir el Palacio de Correos y Comunicaciones, el Ministerio de la Marina, la Escuela de Guerra Naval, el pósito de Pesca y la Dirección de General de Loterías del Estado. Cediendo el resto al Ayuntamiento de Madrid. Los arquitectos José López Sallaberry y Isaac Rodríguez Avial se encargan de construir los edificios residenciales de lujo. La línea II (Ventas-Sol) de la Compañía Metropolitana de Alfonso XIII inicia sus obras debajo de la plaza de Castelar el 16 de junio de 1924, sacando dos bocas de entrada en la plaza.

### Avances en las comunicaciones a finales delXIX

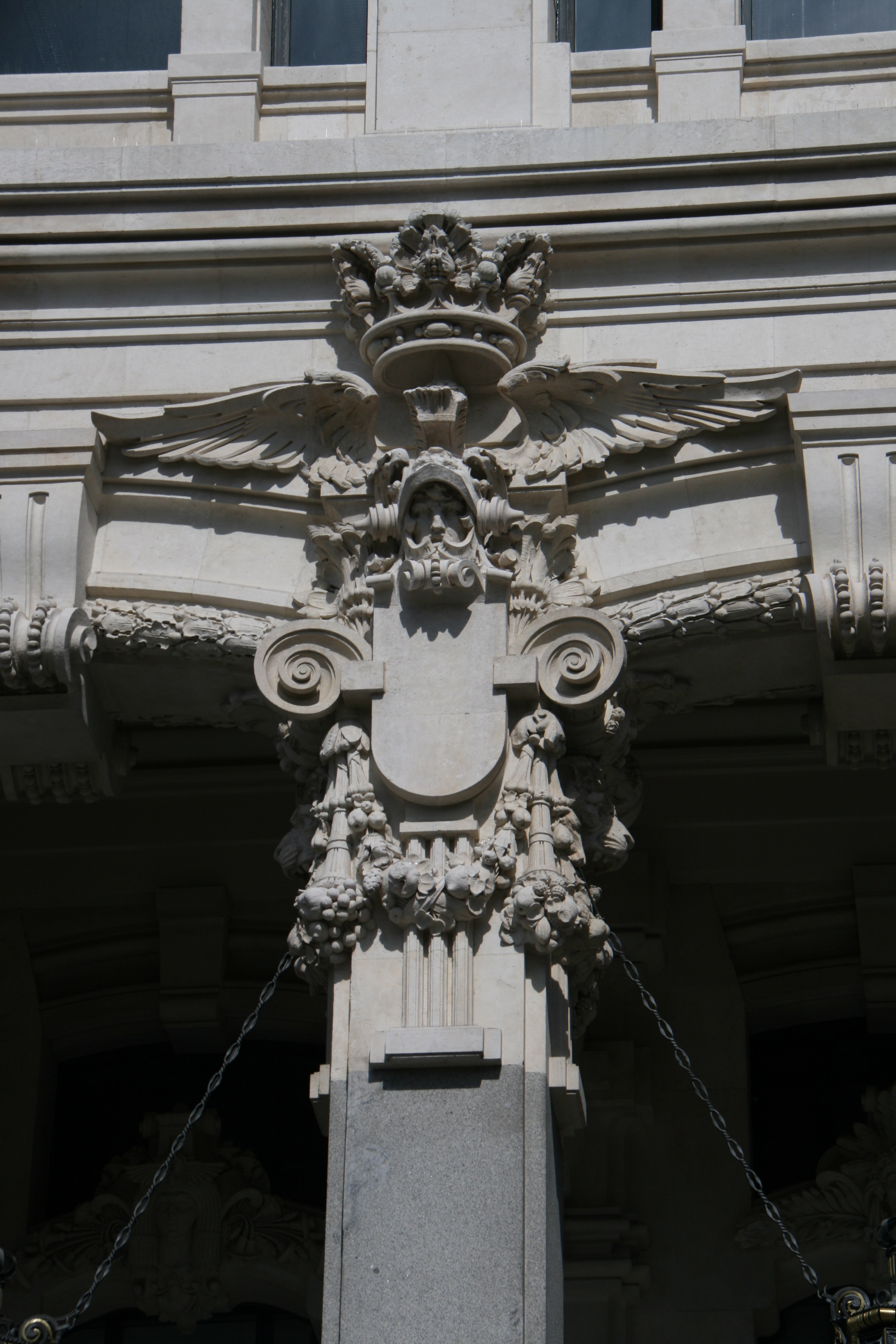
Una de las enjutas del popular "pórtico de los buzones".

El correo postal en España había sufrido un auge constante desde los años treinta hasta finales del siglo XX. El correo postal pasó de ser de renta real (o estatal), a ser de carácter público. La introducción del sello postal como sistema de franqueo a partir de 1850 y el continuo abaratamiento del servicio fueron transformando y socializando el servicio. El logro del reparto diario, en parte gracias a la mejora del sistema ferroviario, hizo que el correo postal fuese un medio de comunicación aceptable y popular. La explotación de la Compañía de los Ferrocarriles de Madrid a Zaragoza y Alicante (abreviada como MZA) tuvo su auge a finales del siglo XIX, llegando a competir con el tradicional servicio de postas. La edificación de la estación del Mediodía (del Sur) proporcionaba un acceso adicional de viajeros, así como de servicios de distribución postal. La tradicional gestión postal realizada en la Real Casa de Postas (ubicada en las cercanías de la puerta del Sol) comenzaba a quedarse obsoleta.
El número de usuarios del sistema postal fue creciendo a medida que se iban introduciendo nuevos sistemas de comunicación. Entre 1868 y 1877 circularon por España una media de tres millones y medio de cartas por año. A finales del siglo XIX la cifra se elevó a ochenta millones y a comienzos de la primera década del siglo XX la cifra superaba el centenar de millones de cartas. Esta tasa de incremento, no obstante, fue menor al de otros países europeos. Debido en parte al elevado porcentaje de analfabetismo en la población, que limitaba el empleo de sistemas de comunicación escritos. Tras la ley de bases para la Reforma de Correos y Telégrafos de 1909, se introdujo la creación de la Caja Postal de Ahorros y la introducción del giro postal. Pronto aparecerá el servicio aeropostal en 1919, que la Dirección General de Correos y Telégrafos encarga inicialmente a la compañía francesa Latécoère y una década después se opera a través de la Concesionaria de Líneas Aéreas Subvencionadas. Años después pasó a manos de Líneas Aéreas Postales Españolas.
Por otra parte España comienza sus comunicaciones vía telégrafo eléctrico a mediados del siglo XIX. La implantación fue tardía, comparada con los países vecinos de Europa, a pesar de que Agustín de Betancourt desarrolló la técnica de la telegrafía óptica en España un siglo antes (en 1800 enlazando Madrid-Aranjuez). La guerra de la Independencia no logró favorecer su empleo, y tuvo que esperar hasta la década de los años cuarenta hasta su pleno establecimiento. La red telegráfica se construyó siguiendo un modelo estrella con centro en Madrid. En 1863 la red de telégrafos eléctricos ya disponía de diez mil kilómetros de tendido de hilo de cobre y de casi doscientas estaciones, comunicando Madrid con todas las capitales de provincia en una estructura radial. El decreto de 21 de mayo de 1905 es una evidencia del surgimiento de la radiotelegrafía en España. A partir de comienzos del siglo XX se fue remodelando la red con el objetivo de hacerla más operativa. Los principales usuarios del sistema telegráfico fueron el Estado, aunque crecía el uso por parte de la burguesía comercial y financiera. Siendo uno de los instrumentos imprescindibles para el mundo de los negocios a comienzos del siglo XX.
En 1924 se establece el monopolio de comunicaciones denominado Compañía Telefónica Nacional de España (CTNE). Esta compañía adquiere las instalaciones de telégrafos y evoluciona a una topología de red en malla. Introduce la mejora en los sistemas de transmisión como el empleo del código Baudot y posteriormente de los teletipos. El mundo de las comunicaciones postales y telegráficas se vincula al del servicio telefónico. El nuevo Palacio de Comunicaciones se instalaba en la capital en un momento álgido dentro de la evolución tecnológica en el dominio de las comunicaciones. No obstante el auge de la comunicación telefónica hizo que en el periodo de 1926 a 1929 (tras una década de funcionamiento del Palacio de Comunicaciones) se construyera en el primer tramo de la Gran Vía el rascacielos denominado Edificio Telefónica. A comienzos de 1929 se acaba de construir, casi simultáneamente, en la plaza de Callao el Palacio de la Prensa.

### Concurso público: diseño del edificio

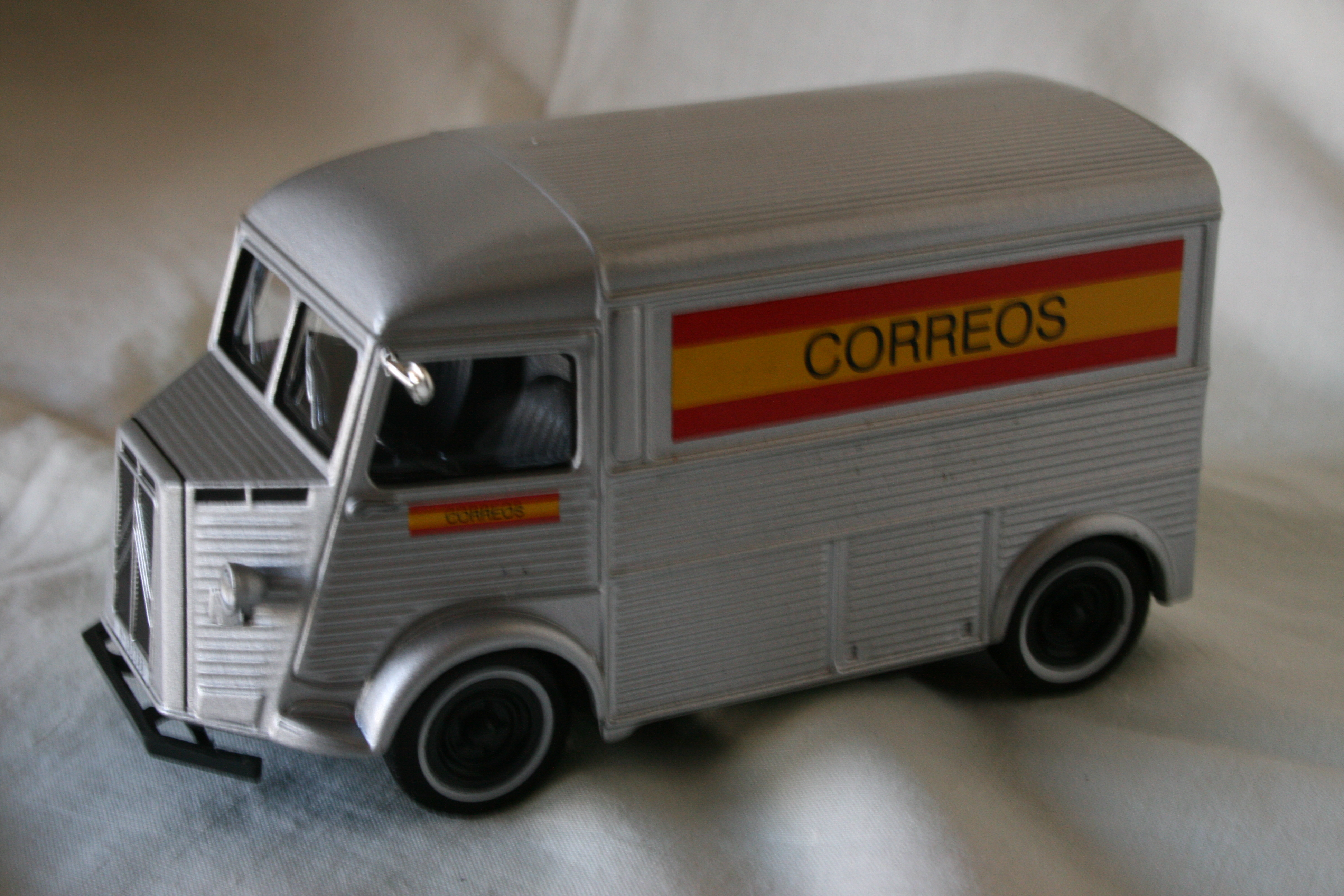
En el paseo de Alarcón se encontraba un espacio en el que se aparcaban los coches y camiones de distribución de correo postal.

El 19 de agosto de 1904 las Cortes aprueban el proyecto de un futuro Edificio de Correos en el solar de Alcalá en esquina con el Salón del Prado. El Real Decreto menciona además como se financiarán las primeras obras con la venta de algunos inmuebles en el centro. El día 20 se convoca un concurso público para la presentación de proyectos. El Concurso exige en sus bases que el edificio pueda prestar tres servicios esenciales: el de correos, el de telégrafos y el de teléfonos. Esta integración de servicios ya se había experimentado anteriormente en Estados Unidos. Indicaba en las bases además que trayecto de la calle de Alarcón que separaba los dos solares sobre los que habría de construirse el nuevo edificio se convertiría en pasaje. El número de pisos, no superior a cinco. Que las fachadas que deben dar a la calle de Alcalá, Paseo del Prado y plaza de Castelar debería de mostrar una decoración armoniosa con la zona.
En el mes de noviembre de 1904 se cierra el concurso al que se presentan solo tres proyectos: el Felipe Mario López Blanco-Luis Montesinos (definido de concepción anacrónica), Carrasco-Saldaña (calificado de estilo francés: estilo Luis XV) y finalmente el proyecto de Palacios-Otamendi. En un juicio crítico de la Real Academia de Bellas Artes de San Fernando realizado el 13 de noviembre se asigna por unanimidad el proyecto a esta última pareja de jóvenes arquitectos. En el proyecto López Blanco-Montesinos (tercero en el fallo) se dictamina que no se encontraban bien caracterizados los servicios dentro del proyecto. En el proyecto Carrasco- Saldaña (segundo en el fallo) se dictamina que se han pospuesto los servicios del público, siendo vital el servicio al público en el nuevo edificio (Se alaba en el informe las fachadas como las mejor estudiadas de los tres proyectos). El proyecto elegido es el Palacio-Otamendi que, a pesar de incompleto, falto de detalles y con una documentación deficiente, es el producto de una creación genial, susceptible de modificaciones y con diseño que respondía a la comodidad del público y mostraba mejor distribución para los diferentes servicios. Los representantes de la Academia ponen como condición que los autores completen el mencionado proyecto e introduzcan en él las modificaciones necesarias en el plazo de un mes. Los tres proyectos superaban el coste fijado en el programa de convocatoria, siendo el de Palacios-Otamendi de menor coste de los tres.
El diseño de Palacios-Otamendi se menciona, por las críticas de la época, que es atrevido y que es disonante con personalidad propia del ambiente clasicista existente en el Paseo del Prado. Se discutía sobre la inexperiencia y juventud de sus autores: Palacios hacía cuatro años había acabado la carrera. El diseño integra las Centrales de Correos, Telégrafos y Teléfonos con el edificio de la Dirección General mediante pasadizos elevados. El diseño inicial permite que el acceso principal al edificio se haga por la fachada que da a la plaza de Cibeles mediante una escalinata. El proyecto presentado en 1904 puede observarse como desde el torreón central radian hilos de cobre que finalmente no llegaron a colocarse. Desde el diseño hasta su construcción la tecnología cambió y surgió una nueva tendencia hacia la canalización subterránea. Los enclaves de los hilos se dejaron como decorativos y pueden verse incluso en la actualidad.
El acceso principal da lugar al "Hall Principal", un amplio espacio en el corazón del edificio en forma de vestíbulo. El vestíbulo es un homenaje a su profesor Ricardo Velázquez Bosco, inspirándose en la planta del Palacio de Cristal del Retiro (1887). En este "Hall Principal" se disponían los tres servicios de comunicaciones, distribuidos de forma radial trilobulada desde la cúpula central. Integrados en el vestíbulo central iluminado por los ventanales exteriores. La iluminación natural procedente de los ventanales, en lugar de ser artificial, permite el ahorro al mismo tiempo que facilita el trabajo en el interior. A la derecha de la entrada se encuentran los servicios de correos, en el de entrada de telégrafos y en el de la izquierda el de teléfonos. Todos los servicios se encontraban en el mismo espacio: el "Hall Central". El conjunto se divide en dos edificios separados por el pasaje de Alarcón (en la actualidad cubierto por bóvedas de cristal). El edificio que da a la plaza de Cibeles es la Central de Correos, Telégrafos y Teléfonos. El otro edificio tras el pasaje es la Dirección General. Los buzones se disponen en un apartado ubicado a la derecha de la Central de Correos, tras un pórtico. En este edificio se dispuso una gran sala de cartería (denominada sala de batalla) con espacio para 400 carteros. En el pasaje de Alarcón había un aparcamiento de camiones de distribución. La estructura radial de las comunicaciones telegráficas y su funcionamiento durante las 24 horas permite su uso a cualquier hora. La zona de servicios telefónicos tenían doce cabinas telefónicas para el servicio público que permitían independencia y aislamiento suficiente. En el edificio de la Dirección General se distribuye la administración de Telégrafos (en la calle Alcalá) y de Correos (en el Paseo del Prado). El diseño incluye importantes mejoras técnicas de la época como el sistema de calefacción mediante vapor a baja presión, sistemas de ventilación natural.

### La edificación: un largo proceso

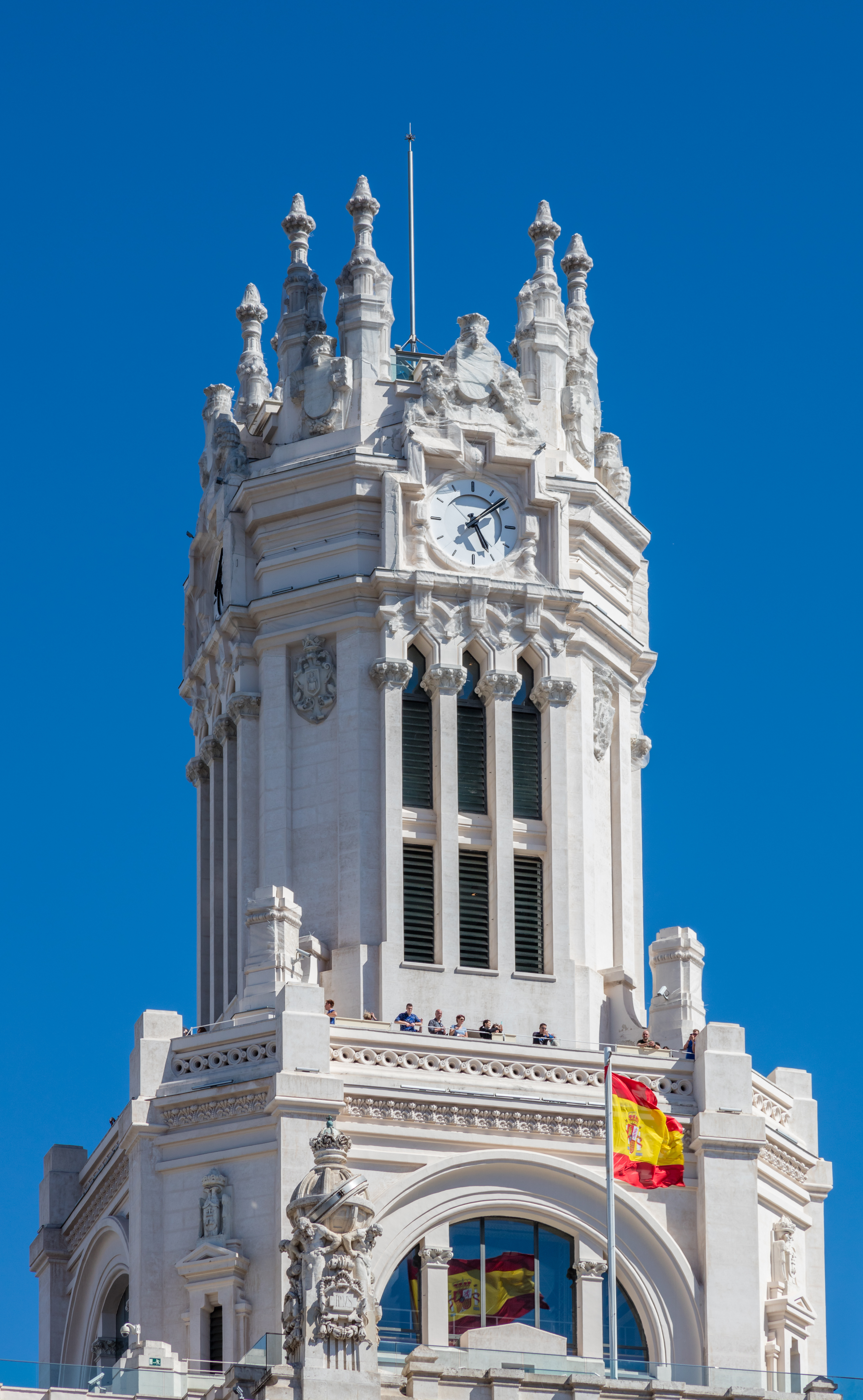
Detalle de la torre, 2017.

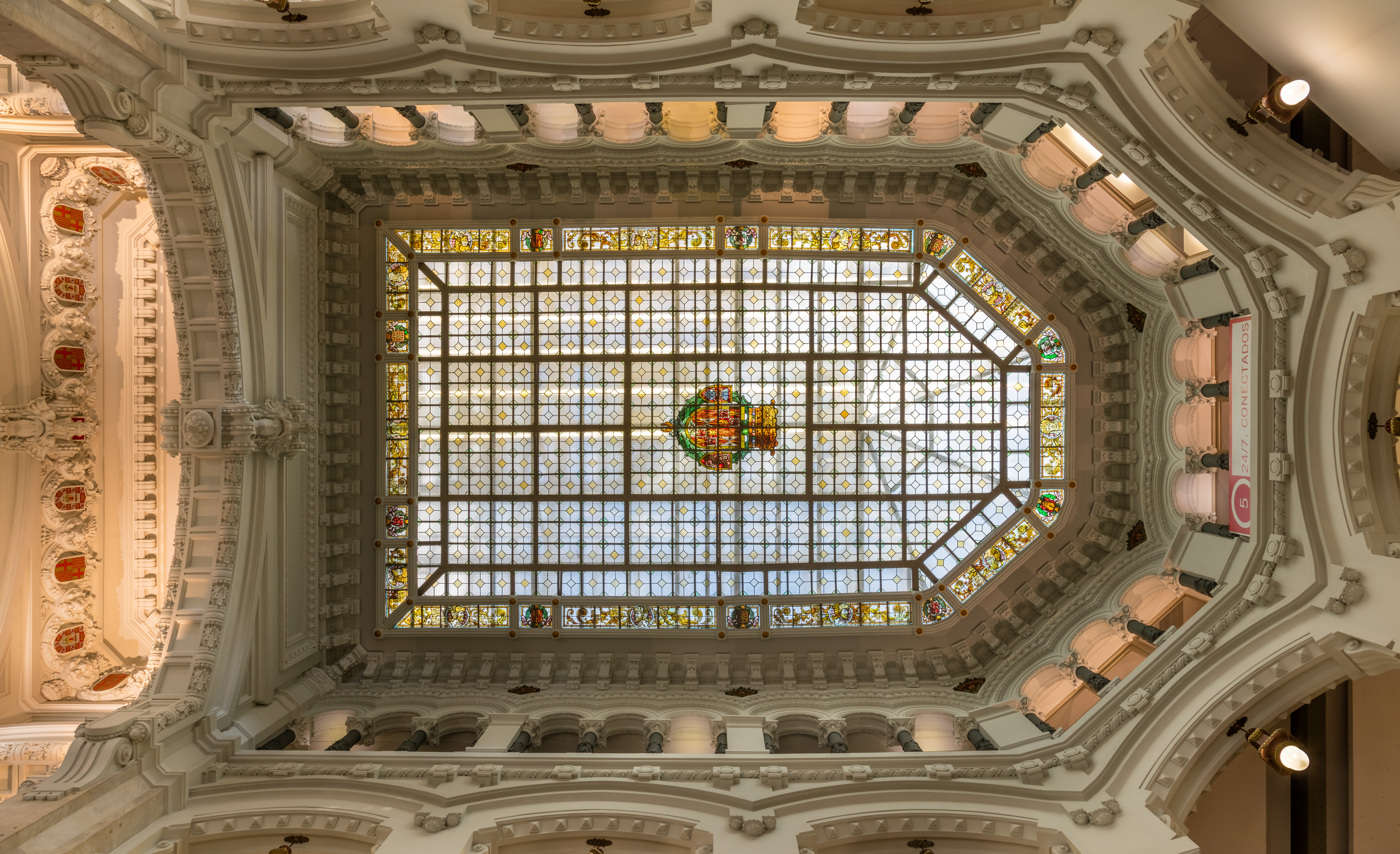
Vista interior de una de las cúpulas de cristal.

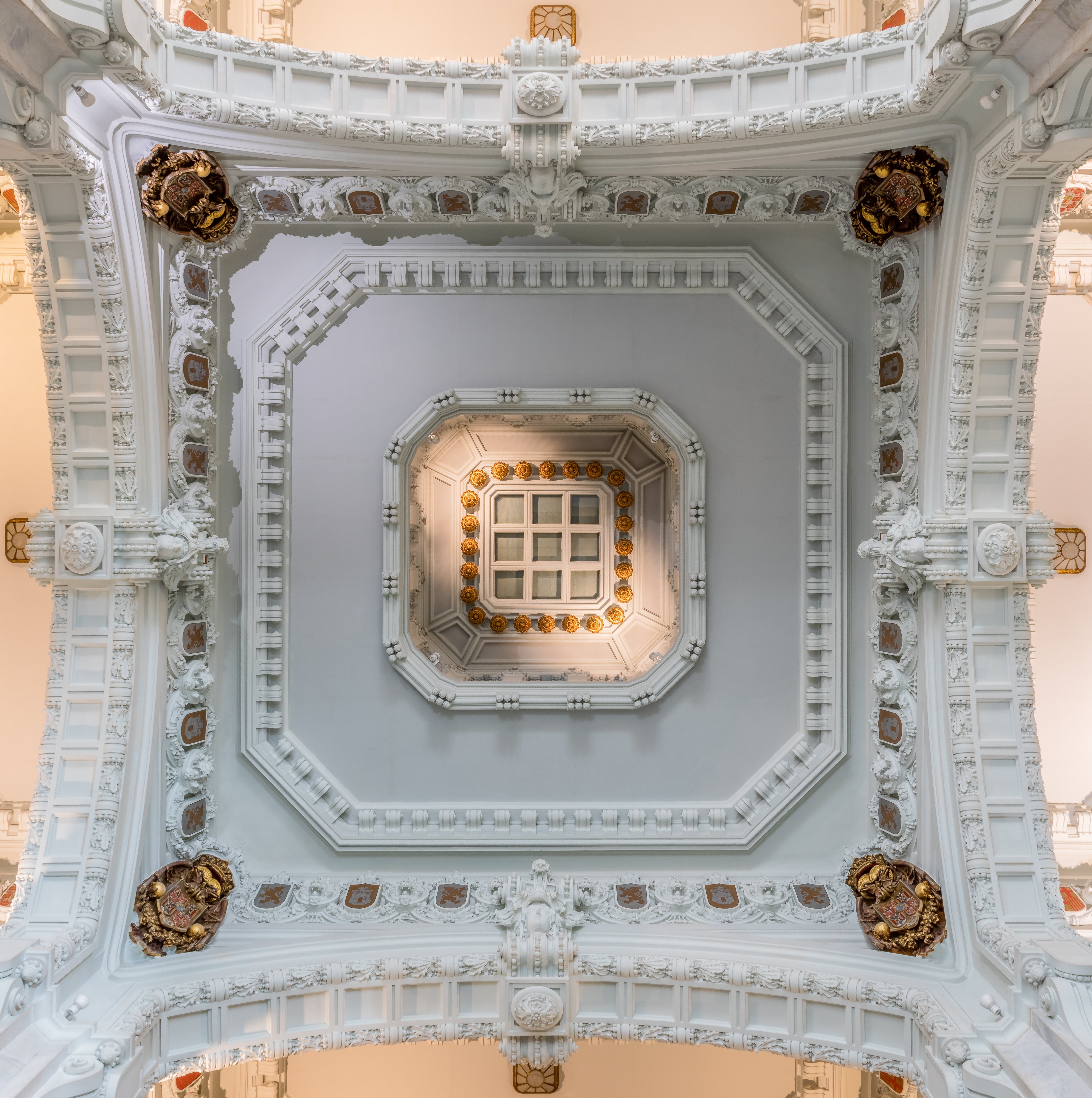
Vista del crucero del edificio.

El edificio tardará doce años en cubrir aguas. En este periodo de tiempo, se ve sometido a retrasos, suspicacias y disputas diversas. El proyecto se aprueba en 1905, se comienza a construir en 1907 y se inaugura oficialmente en 1919. El comienzo de las obras se vio interrumpido y ralentizado durante algunos años tras el concurso, debido a las resistencias y luchas políticas en la época. Existió una mezcla entre la inestabilidad política de la época y los intereses que suscitaban los trasvases de solares municipales. La Cámara de Comercio de Madrid solicitó la derogación del proyecto y la apertura de otro concurso. Durante el gobierno del partido liberal el inicio de las obras fue paralizado dos años. Con la llegada al Gobierno del partido conservador se abren los procesos constructivos de la Nueva Casa de Correos. Durante este proceso además la pareja Palacios-J. Otamendi abordan otros proyectos en la capital, en 1908 comienzan el Hospital de Maudes en Cuatro Caminos, y en 1910 la sede central del Banco Español del Río de la Plata en Alcalá. 
El 12 de septiembre de 1907 se da el comienzo oficial de las obras. Las obras se concedieron a la sociedad Toran y Harguindey. El ingeniero Ángel Chueca Sainz es el encargado del cálculo de las estructuras metálicas del nuevo edificio, Ángel es el padre del insigne arquitecto Fernando Chueca Goitia. Pronto comienza la construcción y la gente lo denomina jocosamente Nuestra Señora de las Comunicaciones debido a la monumentalidad y tamaño. En 1916 se abren al público los primeros servicios de la Caja Postal de Ahorros, a pesar de todo el edificio no se finaliza hasta 1918. Los materiales necesarios para la construcción pronto colapsan el Paseo del Prado, se necesitan entre mil quinientas a dos mil toneladas de hierro para las estructuras, siete mil metros cúbicos de piedra y una gran cantidad de ladrillos. El conjunto de artistas y artesanos que concurrieron fueron dirigidos por el escultor Ángel García. Entre ellos se encontraba el ceramista Daniel Zuloaga que suspendió su intervención, la casa sevillana de cerámica Manuel Ramos Rejano se dedicó en la decoración interior.
En el año de 1916 ya se pueden ver a pie de calle muchos de los elementos de la fachada acabados. Se anuncia en la prensa de la época la visita de Francos Rodríguez (en calidad de director general de Comunicaciones) y Santiago Alba (en calidad de ministro de Gobernación). Desde el año 1916 al 1918 se iban concluyendo las obras en el interior del edificio. El coste del edificio es de doce millones de pesetas, casi tres veces el presupuesto inicial.

### Inauguración y comienzo
El mediodía de 14 de marzo de 1919, tras doce años de obras de construcción, se inaugura oficialmente el que se denomina oficialmente "Catedral de las Comunicaciones". A la celebración asiste la pareja real: Alfonso XIII y su esposa Victoria Eugenia, acompañados de diversos componentes del gobierno. La visita duró dos horas. El palacio era en esos instantes un símbolo de progreso y modernidad nacional, y las corrientes de regeneracionismo se arraigaban en los medios, así como en algunos de los intelectuales de la época. El palacio se convierte en el centro neurálgico de las comunicaciones postales en el Madrid de comienzo del siglo XX. Con apenas un año de existencia se convierte en la sede internacional de la Unión Postal Universal (UPU). Una de las primeras funciones del Palacio fueron la de tráfico postal. La plaza de Cánovas se ve poblada en los años veinte de palmeras.
|                                    |
| Cabeza de la diosa egipcia Hathor. |

|                  |
| Cabeza de Ceres. |

|                |
| Deidad azteca. |

En el año 1927 se aprueba la construcción de la mitad posterior de la fachada del edificio del Banco de España que da a la calle Alcalá, derribando las Casas-Palacio conocidas como de Santamarca. El entorno de la plaza de Cibeles fue protagonista de celebraciones políticas diversas, como la celebrada en la proclamación de la segunda República en el 14 de abril de 1931 cuando se izó la bandera republicana en la fachada del Palacio de Comunicaciones. Se realizan las primeras obras de remodelación y se añaden dos pisos más al edificio de Dirección. 
A pesar de encontrarse en un sector vital, no sufre desperfectos debido a los bombardeos que asolaron Madrid durante la Guerra Civil. Durante la defensa de Madrid el edificio sufre algunos impactos de bala en su blanca fachada, sus huellas se pueden ver en la actualidad. Se deben a las acciones bélicas al final de la guerra (a comienzos de marzo de 1939) debidas a la sublevación de Casado contra el gobierno de Negrín. La constitución del Consejo de Defensa hace que coloque una batería en la plaza de Cibeles, el edificio forma parte de una batalla los días 8 y 9 de marzo, en el que las tropas comunistas logran tomar por algunas horas el Palacio de Comunicaciones, mientras que las tropas casadistas resistían en el Ministerio de la Marina, el Ministerio de la Guerra y Banco de España. Más tarde se declarará como comienzo de la Gran Vía.

### Declive de su uso postal
El servicio telegráfico siguió creciendo en España hasta el año 1987. Durante este periodo el edificio sufre alguna rehabilitación, y un blanqueo de fachadas (1994). A partir de esta fecha empezó a decaer hasta que en 2005 llegó a ser un servicio puramente residual con menos de medio millar de usuarios. En 1996 se procede a la primera restauración de su fachada, la encargada de su realización es la arquitecta Belén Isla Ayuso. A partir del Protocolo de Colaboración del Ayuntamiento de Madrid con el Ministerio de Hacienda en 2003, por el que se optimizan los usos de ciertos inmuebles de Madrid, se inician los procesos de transformación del Palacio de Comunicaciones. Las dependencias Municipales se encontraban repartidas entre la Casa de la Villa y Casa de Cisneros (ambas ubicadas en la plaza de la Villa).

### Singladura como Ayuntamiento/Área Cultural

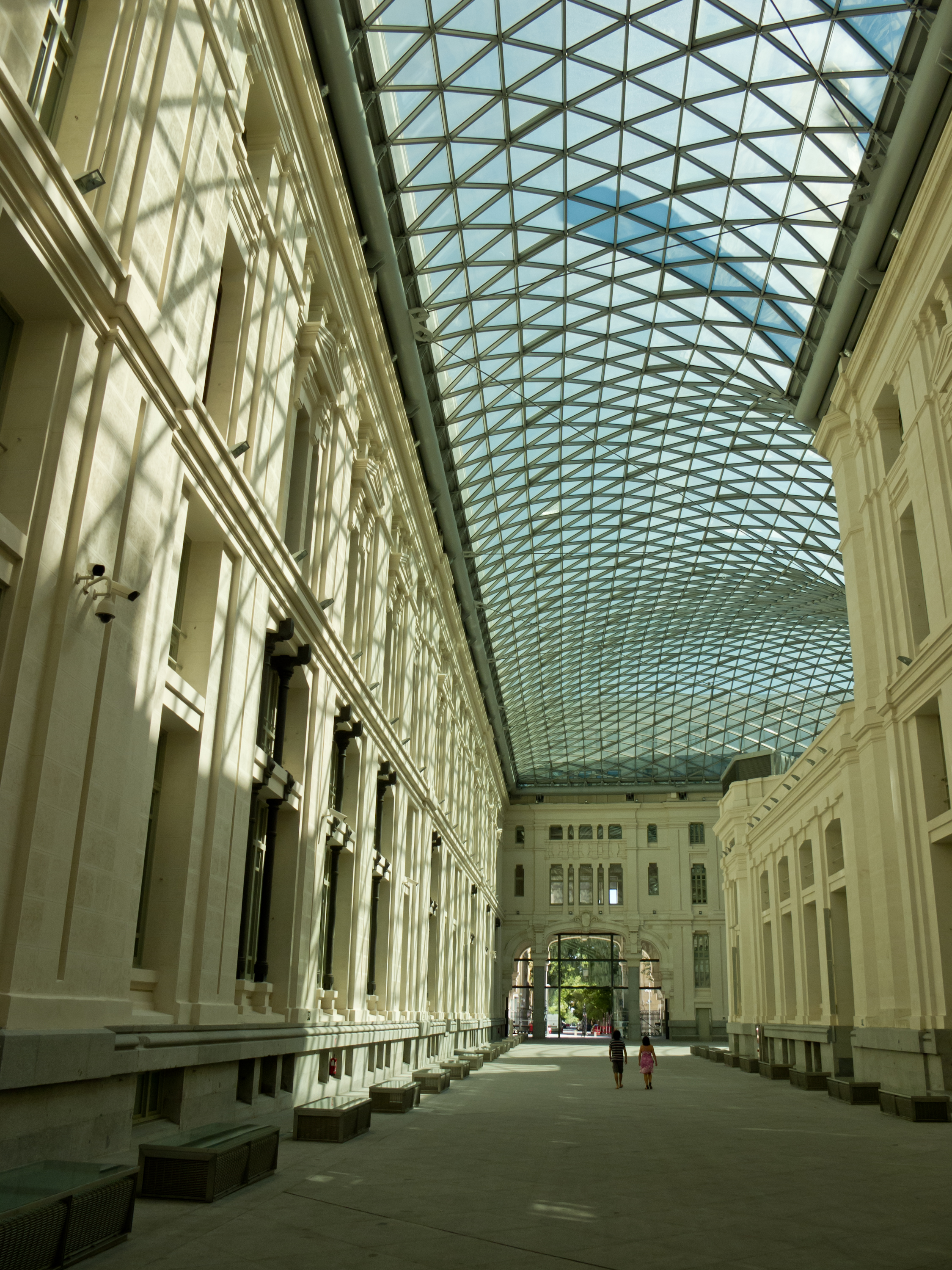
Interior y cubierta de la recientemente denominada "Galería de Cristal" de Madrid. Anteriormente "Patio de coches".

El "Palacio de Comunicaciones" se convierte a comienzos del siglo XXI en la nueva sede del Ayuntamiento de Madrid y, al hacerlo, cambia su denominación a "Palacio de Cibeles". En el año 2003 se decide que algunas áreas funcionales del edificio se transformen. Este es el caso de la Sala de Batalla, que se modifica en el "Salón de Plenos". Tras una permuta de terrenos en propiedad del Ayuntamiento y seis años de remodelación del interior, encargada a los arquitectos David Márquez Latorre, Ángel Martínez Díaz, Francisco Martínez Díez y Francisco Rodríguez Partearroyo, componentes del "Estudio Arquimática", por concurso público convocado por el Ayuntamiento, el 5 de noviembre de 2007 el edificio se convierte en la sede de la Alcaldía de Madrid, siendo Alberto Ruiz-Gallardón el primer alcalde de Madrid en ocupar su posición. En la cuarta planta, se encuentra el despacho del alcalde y otras dependencias como el salón de investidura o la sala en la que se celebra la Junta de Gobierno. Cuatro años más tarde, en concreto el 29 de noviembre de 2011, se produce la inauguración del Salón de Plenos del Ayuntamiento con la presencia del Rey Juan Carlos I y el alcalde Alberto Ruiz-Gallardón. Un día después, tuvo lugar el primer pleno municipal.
El 27 de marzo de 2011 se concluyeron las obras y se abrieron al público, para su visita, algunas dependencias del edificio hasta el 27 de julio de 2011 (periodo inicial de puertas abiertas). Se abrió al público la posibilidad de acceder al torreón central, de unos cuarenta metros de altura (planta 7), y empleado como mirador. En el "Patio de operaciones", a ambos extremos, se han creado dos áreas sociales, dedicadas a la información del ciudadano y a una sala de lectura. El espacio ha sido diseñado por el decorador Pedro Feduchi.
Se abre en su interior un espacio de exposiciones de 30,000 que se denomina "CentroCentro", este espacio se incorpora con un par de salas de exposiciones y un auditorio con aforo para 262 personas. Las dos primeras exposiciones de CentroCentro fueron una exposición fotográfica titulada "Habitantes y paseantes" (con obras de Juan Manuel Castro Prieto) y otra titulada "Palacio de Cibeles" que es dedicada a mostrar las obras de rehabilitación y evolución del nuevo edificio remodelado.

## Características
El edificio de fachada de un color blanco característico debido al empleo de piedra de Novelda. Esta piedra se trata de una roca carbonática del tipo biocalcarenita. Se extrae del área de Vinalopó Medio (Alicante). El edificio consta de cinco plantas en total. La manzana en que se encuentra enclavado el edificio del Palacio está limitado al norte con la calle de Alcalá, al Sur por la calle de Montalbán, al Este por la calle de Alfonso XII y al oeste por el Paseo del Prado.

### Estilo arquitectónico

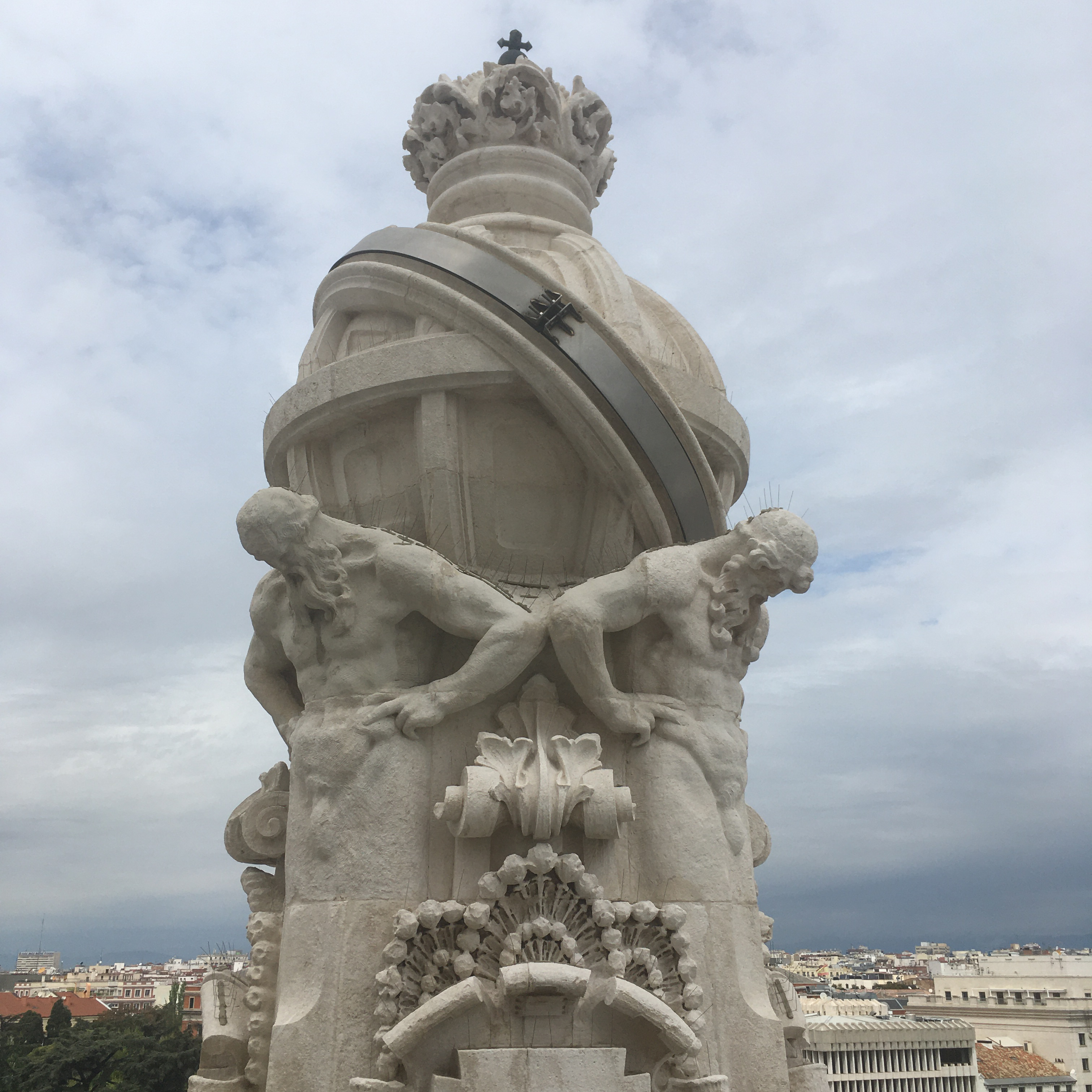
Escultura de Atlantes en el mirador del Palacio de Cibeles.

Se ha venido empleando en diversos monumentos de Madrid, Valencia y Alicante. Posee un estilo muy personal de los dos arquitectos, que posteriormente desarrollarán en el Hospital de Jornaleros de Maudes, bebe de diversas fuentes que se integran en un conjunto coherente: el neogótico, especialmente la obra de Viollet-le-Duc, los hallazgos de sinceridad estructural y de materiales de arquitectos e ingenieros como Gustave Eiffel y Otto Wagner, y la pasión de Palacios por los estilos regionales españoles, específicamente el gótico tardío y la obra de Rodrigo Gil de Hontañón. El estilo de Antonio Palacios aplicado al diseño de este edificio hace que pueda competir con los grandes arquitectos del modernismo catalán de la época. En esta obra de Palacios-Otamendi se deja ver la influencia de la Secesión austriaca.
El interior del edificio fue diseñado como una "Obra de arte total" (en alemán, Gesamtkunstwerk) en la que el mínimo detalle, desde las luminarias hasta los pupitres de la Sala de operaciones o el sistema de ventilación, forman un conjunto artístico unitario al servicio de su función como Casa de Correos. Palacios y Otamendi eran conscientes en su diseño de la posición que ocupaba el edificio en la ciudad, y la transformación de una ciudad provinciana en una metrópoli cosmopolita. Ambos se inspiraron en el Palacio de Monterrey (Salamanca) y en el Plateresco como estilo (neoplateresco).

### La fachada

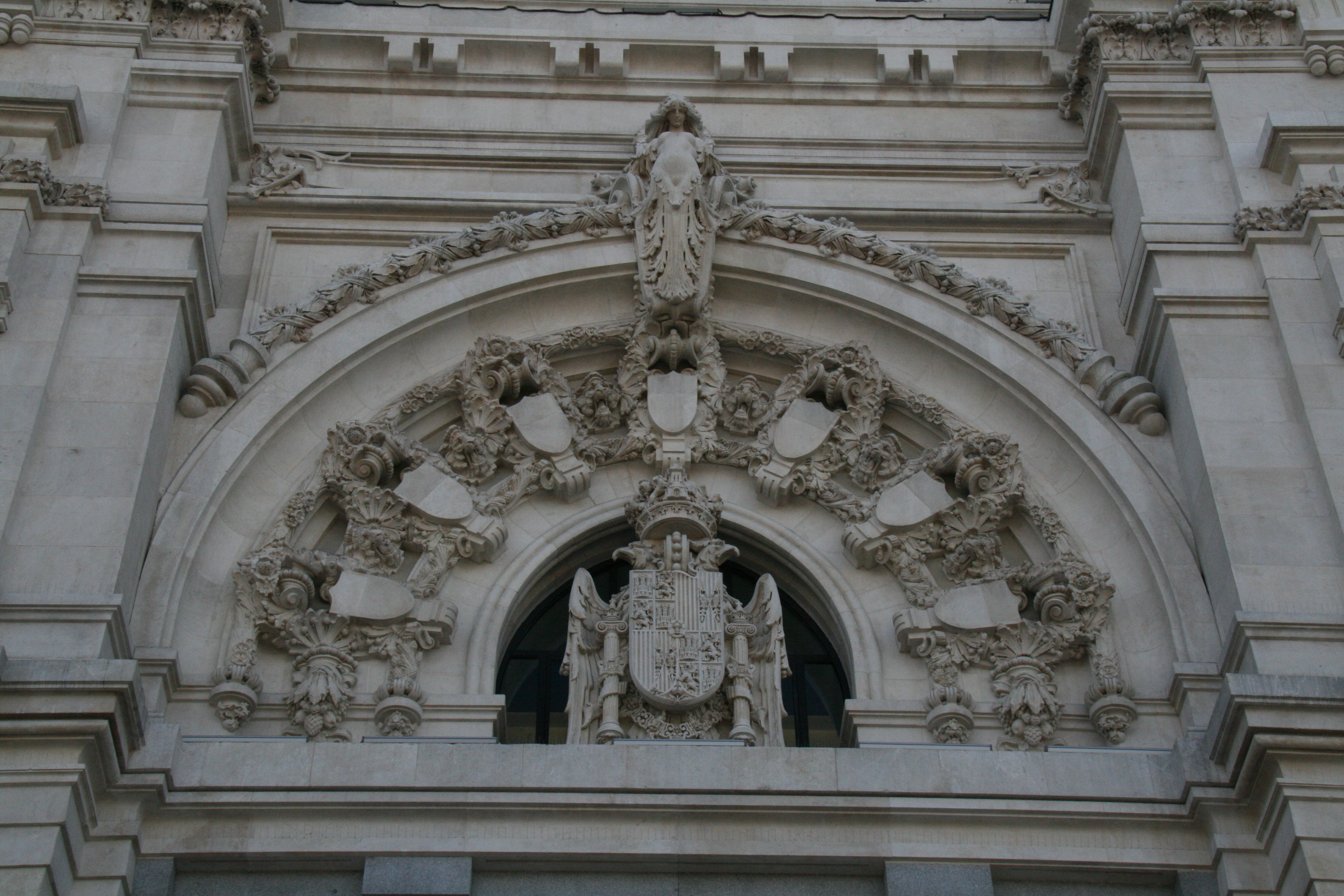
Portada principal con "la rubia" en la clave del arco de entrada al "Hall principal".

La fachada posee diversas características del estilo monumental de Antonio Palacios. Emplea en el diseño la integración de las sucesivas perspectivas cónicas subjetivas a un espectador que se mueve a pie de calle observándola. Por esta razón intuye Palacios la percepción del ciudadano en el diseño y ordenación de las fachadas, así como de los lienzos. De esta forma adaptan la fachada cóncava a los requerimientos de la plaza de Cibeles. El estilo general es una mezcla de la arquitectura norteamericana de carácter monumental con fragmentos españoles.
Se encuentran edificadas dos torres extremas a ambos lados de la fachada, y un gran torreón central de una altura de setenta metros sobre el suelo. En el torreón central hay un enorme esfera de reloj eléctrico (de unos tres metros de diámetro) que por la noche se ilumina (sustituyendo en oficialidad al Reloj de la Puerta del Sol). Entre ellas y el torreón se encuentran numerosos pináculos (en su inicio fueron diseñados como soportes de los hilos telegráficos). El autor de muchos de los elementos escultóricos y decorativos de la fachada corresponden al artista Ángel García Díaz y asiduo colaborador en las edificaciones de Palacios y Otamendi. Muchos de los detalles de la fachada están inspirado en la corriente de la época denominada secessionsstil austriaca. Se percibe la influencia vienesa en detalles como el diseño de las cartelas vacías y enmarcadas con ornamentos en forma de guirnaldas y coronas, las ventanas segmentadas de raíces clasicistas, y una clara tendencia a la geometrización de algunos detalles ornamentales. Es creencia popular que gran parte de los escudos vacíos corresponden a una intención del escultor para que fueran representadas las provincias españolas.
Los detalles ornamentales van creciendo en detalles a medida que se eleva la cota a pie de calle. Esta disposición obliga a mirar arriba. La fachada posee algunas representaciones alegóricas que recuerdan a la masonería como pueden ser: estrellas, granadas, caballeros con sus espadas. En la clave del arco de la puerta principal aparece una figura femenina con el medio cuerpo vegetal, motivo de aire típico de las figuras y monstruos representados en el plateresco. Es apodada popularmente por el público de la época como "La Rubia". En muchas de las representaciones de la fachada, en torno a los torreones laterales, se encuentran reminiscencias directas a conquistadores españoles del imperio español con bustos de Hernán Cortés, Magallanes, Balboa.
Una curiosidad es que en el centro del escudo de España que preside la fachada en el tímpano del arco, Palacios, gallego de nacimiento, hizo esculpir el escudo de Galicia (puede verse el cáliz y las siete cruces). Según cuenta Alfonso Paz-Andrade, hijo de Valentín Paz-Andrade, fue este quien sugirió incluir ese detalle en una visita que hizo al taller.

### El gran «hall central»
Este espacio interior («hall central» o vestíbulo central) desde el que se accede desde la entrada principal que da a la plaza de Cibeles será una constante en las obras posteriores de Antonio Palacios (como en el Banco Río de la Plata y en el Hospital de Jornaleros). Se accede al hall a través de una puerta giratoria de cristal y acero inoxidable en marcos y contrapuertas a modo de fraileros. Fueron instaladas en 2019 recuperando la estética del diseño inicial de los arquitectos Antonio Palacios y Joaquín Otamendi a principios del siglo XX. Es la dependencia más importante del edificio, no solo por sus dimensiones sino por su emplazamiento. El vestíbulo posee una forma en T invertida, de aspecto catedralicio. Cada lóbulo atendía a una función diferenciada: a la derecha los servicios de Correos, enfrente los de Telégrafos, a la izquierda los de Teléfonos. El estilo neoplateresco del edificio se muestra en el interior del "gran hall" donde se pueden ver numerosas galerías de arcos de medio punto con columnas adosadas, siendo esta una solución muy empleada en palacios platerescos castellanos.

### Pasaje de Alarcón
El diseño inicial de Palacios y Otamendi incluye la cubrición del Pasaje de Alarcón y la supresión del tráfico rodado a través de él. Este pasaje separaba el edificio de la Dirección de la Gestión. Posee unos 130 metros de largo por 15 de ancho y comunica las calles de Alcalá con la de Montalbán. Se denominó popularmente en sus tiempos de funcionamiento como la calle del correo. Ambas salidas se encuentran acabadas en arcos especiales en cavaljavia. Cercano a la calle de Montalbán existe un patio de seiscientos metros cuadrados dedicado a los automóviles del servicio de transporte de la correspondencia, denominado el "muelle de furgonetas".
Una gran bóveda acristalada se eleva haciendo de cubierta de quinientas toneladas de peso, formando la denominada "Galería de Cristal" compuesta de una malla triangular. Esta bóveda de geometría irregular cobija a los visitantes con sus casi dos mil quinientos metros cuadrados de cristal. La cubierta fue realizada por la empresa alemana Schlaich Bergermann und Partner en el periodo 2008 y 2009. Esta cubierta de vidrio se extiende a través del antiguo "Pasaje de Alarcón" y el "Patio de Coches".

## El Palacio de Comunicaciones en la cultura popular

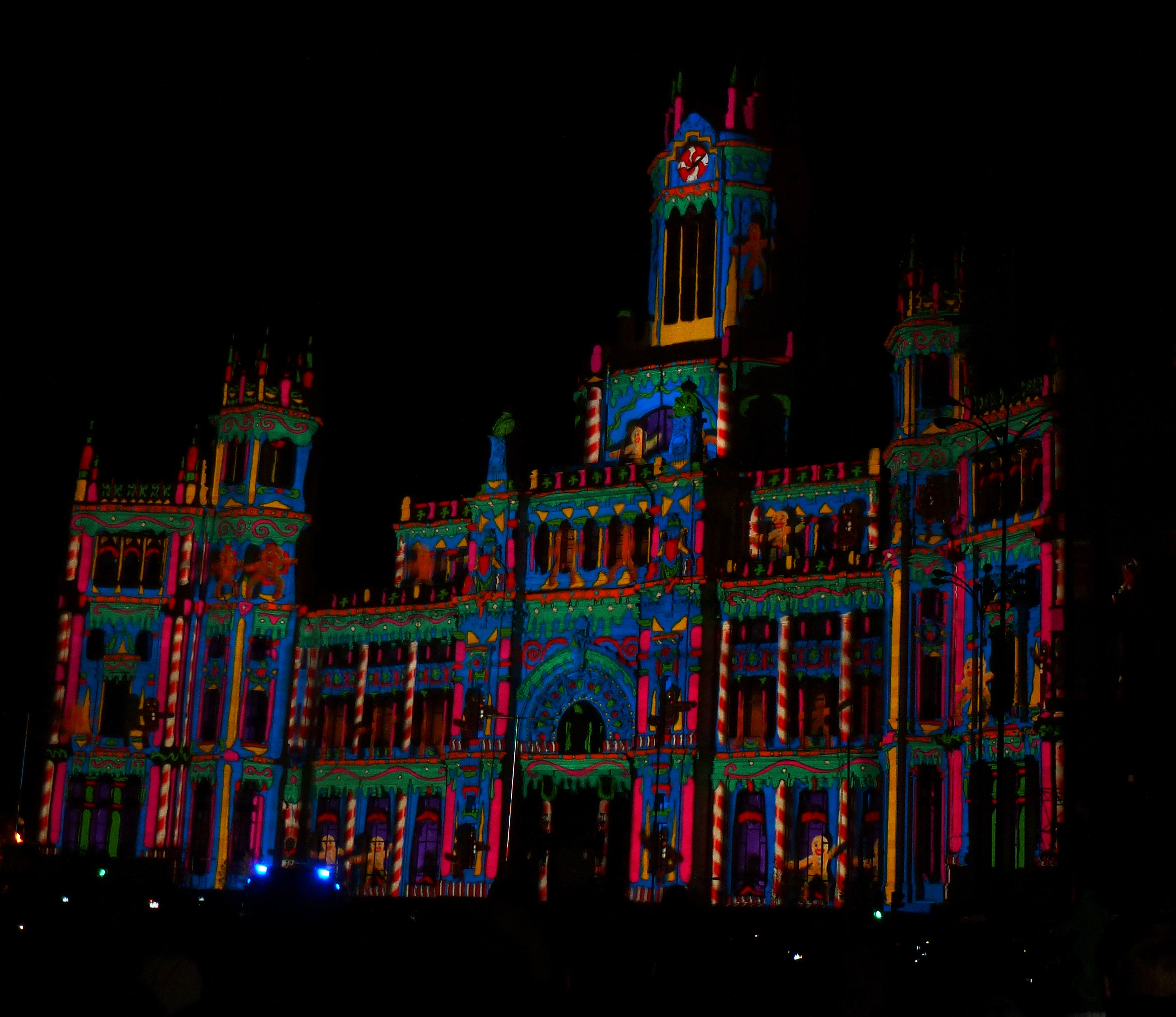
Proyección especial sobre la fachada del Palacio en las Navidades de 2011.

El Palacio aparece, ya posteriormente a su edificación en el siglo XX, en diversas postales y souvenirs turísticos de la ciudad. La combinación monumental, con la propia estatua de la Cibeles en la plaza, es típica en las estampas madrileñas. Aparece en los dichos populares la denominación jocosa y popular de Nuestra Señora de las Comunicaciones, por su planta y aspecto exterior de tipo catedralicio. Esta denominación dejó de ser habitual tras la guerra civil española. Aparece el Palacio de Comunicaciones como signo de modernidad en la comunicación postal en los noticiarios denominados NO-DO, concretamente en los años 1944 y 1970.
El edificio es icono habitual de la filatelia en las series conmemorativas del correo postal en España. En 1978 hay un artesano popular que se hace famoso, Francisco Luis Maldonado realiza una copia en miniatura del edificio elaborada laboriosamente con palillos. Su aparición en el año 1956 en escenas de la película española, de blanco y negro, titulada Manolo, guardia urbano cuando el guardia de tráfico Manolo Martínez (Manolo Morán) aparece controlando el tráfico en su puesto de la plaza de Cibeles con el edificio y su blanca fachada en sus planos traseros. Al ser la calle de Alcalá una prolongación de la Gran Vía es habitual que muchas celebraciones, manifestaciones o proclamas tengan como punto de reunión la plaza en la que se encuentra el edificio, tal y como ocurrió en la proclamación de la Segunda República.
Al convertirse en la sede del Ayuntamiento de Madrid desde comienzos del siglo XXI, cobra un protagonismo especial en la celebración de eventos madrileños. El Palacio aparece iluminado en su blanca fachada con motivo de las diversas ocasiones festivas de Madrid y su comunidad autónoma, por ejemplo, cuando se celebra la Noche en blanco, las fiestas del Orgullo LGBT, la Navidad o los actos oficiales de la Cabalgata de Reyes Magos. Además, en el interior del edificio también se organizan eventos estacionales como la exposición del tradicional Portal de Belén navideño y la pista de hielo en invierno o el cine de verano.
Por último, cabe destacar que los visitantes también pueden acceder al mirador del torreón central del edificio situado en la séptima planta del edificio y a la terraza desde la que se pueden disfrutar de unas vistas excepcionales de la ciudad y conectar con el restaurante de la planta sexta.